# Yannick Lebherz
Yannick Lebherz (Darmstadt, 13 januari 1989) is een Duitse zwemmer. Hij vertegenwoordigde zijn vaderland op de Olympische Zomerspelen 2012 in Londen.

## Carrière
Bij zijn internationale debuut, op de Europese kampioenschappen kortebaanzwemmen 2006 in Helsinki, werd Lebherz uitgeschakeld in de series van de 200 meter rugslag.
Tijdens de Europese kampioenschappen kortebaanzwemmen 2008 in Rijeka strandde de Duitser in de series van zowel de 200 meter rugslag als de 400 meter wisselslag.
Op de wereldkampioenschappen zwemmen 2009 in Rome werd Lebherz uitgeschakeld in de halve finales van zowel de 200 meter rugslag als de 200 meter wisselslag en in de series van de 400 meter wisselslag. Samen met Paul Biedermann, Felix Wolf en Clemens Rapp eindigde hij als vijfde op de 4x200 meter vrije slag.
In Boedapest nam de Duitser deel aan de Europese kampioenschappen zwemmen 2010. Op dit toernooi eindigde hij als vijfde op de 400 meter wisselslag en als zevende op de 200 meter rugslag, op de 200 meter wisselslag strandde hij in de series. Tijdens de Europese kampioenschappen kortebaanzwemmen 2010 in Eindhoven veroverde Lebherz de Europese titel op de 200 meter rugslag, op de 400 meter wisselslag legde hij beslag op de zilveren medaille.
Op de wereldkampioenschappen zwemmen 2011 in Shanghai strandde de Duitser in de halve finales van de 200 meter rugslag en in de series van de 400 meter wisselslag. Op de 4x200 meter vrije slag zwom hij samen met Tim Wallburger, Clemens Rapp en Paul Biedermann in de series, in de finale eindigden Biedermann en Wallburger samen met Christoph Fildebrandt en Benjamin Starke op de vierde plaats. In Szczecin nam Lebherz deel aan de Europese kampioenschappen kortebaanzwemmen 2011, op dit toernooi eindigde hij als zevende op de 200 meter rugslag.
Tijdens de Europese kampioenschappen zwemmen 2012 in Debrecen eindigde de Duitser als vijfde op de 200 meter rugslag, op de 400 meter wisselslag werd hij uitgeschakeld in de series. Op de Olympische Zomerspelen van 2012 in Londen strandde Lebherz in de halve finales van de 200 meter rugslag en in de series van de 400 meter wisselslag. In Istanboel nam de Duitser deel aan de wereldkampioenschappen kortebaanzwemmen 2012. Op dit toernooi werd hij uitgeschakeld in de series van zowel de 100 meter vrije slag als de 200 meter rugslag. Samen met Paul Biedermann, Dimitri Colupaev en Christoph Fildebrandt sleepte hij de bronzen medaille in de wacht op de 4x200 meter vrije slag.

## Internationale toernooien
| Jaar | Olympische Spelen                    | WK langebaan                                                                           | WK kortebaan                                               | EK langebaan                                           | EK kortebaan                         |
| ---- | ------------------------------------ | -------------------------------------------------------------------------------------- | ---------------------------------------------------------- | ------------------------------------------------------ | ------------------------------------ |
| 2006 |                                      |                                                                                        | geen deelname                                              | geen deelname                                          | 21e 200m rugslag                     |
| 2007 |                                      | geen deelname                                                                          |                                                            |                                                        | geen deelname                        |
| 2008 | geen deelname                        |                                                                                        | geen deelname                                              | geen deelname                                          | 14e 200m rugslag 12e 400m wisselslag |
| 2009 |                                      | 15e 200m rugslag 13e 200m wisselslag 21e 400m wisselslag 5e 4x200m vrije slag          |                                                            |                                                        | geen deelname                        |
| 2010 |                                      |                                                                                        | geen deelname                                              | 7e 200m rugslag 22e 200m wisselslag 5e 400m wisselslag | 200m rugslag · 400m wisselslag       |
| 2011 |                                      | 12e 200m rugslag 11e 400m wisselslag 4e 4x200m vrije slag Lebherz zwom enkel de series |                                                            |                                                        | 7e 200m rugslag                      |
| 2012 | 15e 200m rugslag 11e 400m wisselslag |                                                                                        | 18e 100m vrije slag · 14e 200m rugslag · 4x200m vrije slag | 5e 200m rugslag 10e 400m wisselslag                    | geen deelname                        |

## Persoonlijke records
Bijgewerkt tot en met 28 april 2013
Kortebaan
| Afstand         | Tijd    | Datum             | Plaats    |
| --------------- | ------- | ----------------- | --------- |
| 200m vrije slag | 1.45,15 | 23 november 2012  | Wuppertal |
| 200m rugslag    | 1.51,74 | 25 november 2010  | Eindhoven |
| 200m wisselslag | 1.56,88 | 20 september 2009 | Mainz     |
| 400m wisselslag | 4.05,08 | 26 november 2010  | Eindhoven |

Langebaan
| Afstand         | Tijd    | Datum         | Plaats  |
| --------------- | ------- | ------------- | ------- |
| 200m vrije slag | 1.48,16 | 28 april 2013 | Berlijn |
| 200m rugslag    | 1.56,69 | 30 juli 2009  | Rome    |
| 200m wisselslag | 1.58,94 | 29 juli 2009  | Rome    |
| 400m wisselslag | 4.12,47 | 25 april 2013 | Berlijn |